# 泉南乳魚
泉南乳魚，為輻鰭魚綱胡瓜魚目南乳魚科的其中一種。被IUCN列為極危保育類動物。

## 分布
本魚分布於澳洲塔斯馬尼亞島的天鵝河上游流域。

## 生態
本魚棲息在流速緩慢的水域，通常出現在具岩石的水池或者廢棄圓木周圍的水流邊緣。屬雜食性，以昆蟲、小型甲殼動物與藻類，體長可達13.5公分。

## 扩展阅读
維基物種上的相關：泉南乳魚